# Cité pourpre interdite

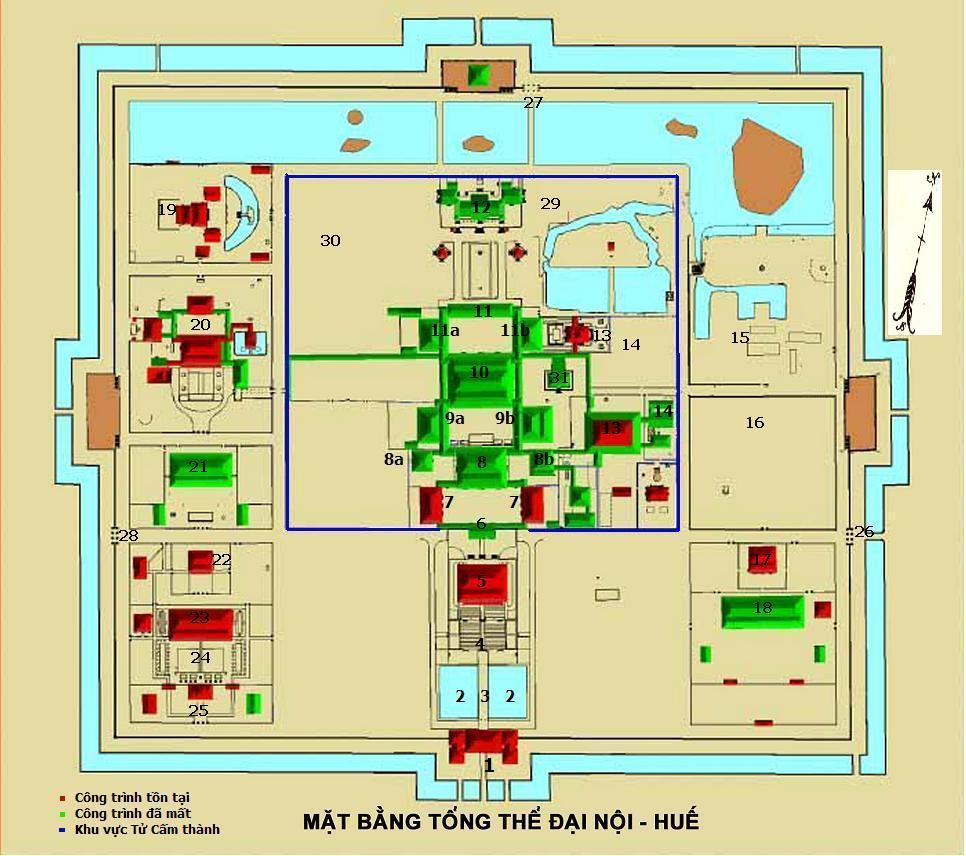
Plan de la Cité impériale: la Cité pourpre interdite se trouve à l'intérieur du carré bleu. Les édifices de couleur verte ont été détruits par les bombes américaines

La Cité pourpre interdite (vietnamien : Tử Cấm thành) est la partie de la Cité impériale de Hué réservée à l'empereur d'Annam (aujourd'hui Viêt Nam) qui y demeurait. Outre l'empereur, seuls les membres de la famille impériale, les concubines et leurs servantes et eunuques avaient le droit d'y pénétrer. Toute autre personne s'y introduisant était immédiatement mise à mort.
Pendant la guerre du Viêt Nam, durant l'offensive du Têt en 1968, la plupart des édifices de la Cité pourpre interdite ont été bombardés et anéantis par l'armée américaine. Il n'en reste que moins de dix sur la soixantaine qui existait auparavant.

## Historique et description
Cette partie de la Cité impériale recouvre une surface de 10 hectares. Son périmètre est de 1 229,36 m. La Cité est entourée de murs de 3,72 m de hauteur et de 0,72 m d'épaisseur et sont percés de sept ouvertures. Ses bâtiments et ses nombreuses cours ont été construits à partir de 1802 sous le règne de l'empereur Gia Long, jusqu'en 1833 sous le règne de son fils, l'empereur Minh Mang. La principale porte d'entrée, Dai Cung, a été construite en 1833.
Le portail d'entrée de la Cité pourpre interdite donne sur l'axe principal nord-sud de la Cité impériale derrière la façade septentrionale du palais de l'Harmonie suprême où l'empereur paraissait dans la salle du trône.
L'empereur Minh Mang renomme le site en Cité pourpre impériale en 1822. Il fait également construire le théâtre royal en 1825. Aujourd'hui, ce théâtre accueille des spectacles traditionnels vietnamiens, comme des représentations de nha nhac, musique de cour à instruments à vent et à cordes accompagnée de tambours.

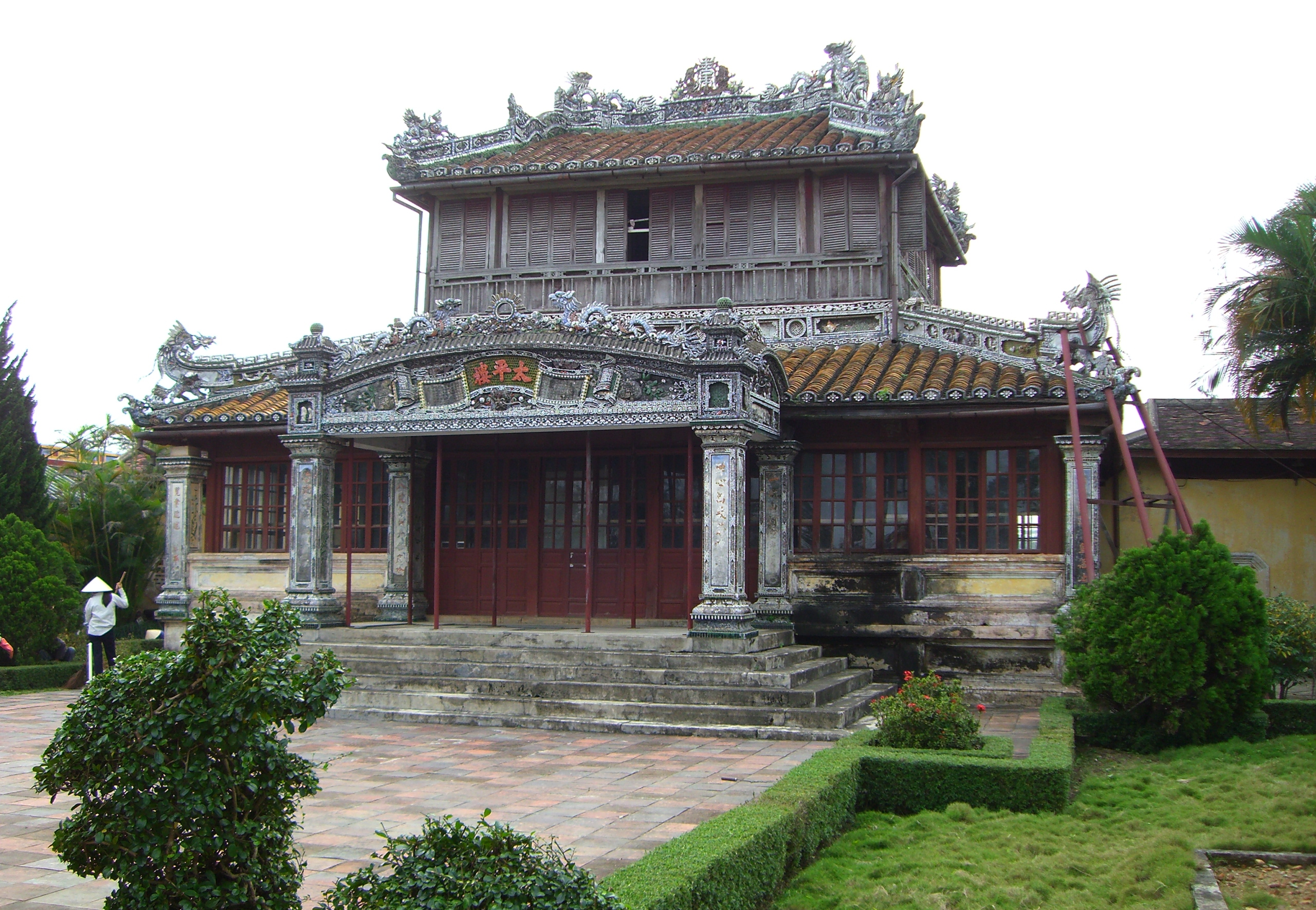
Vue de la bibliothèque royale

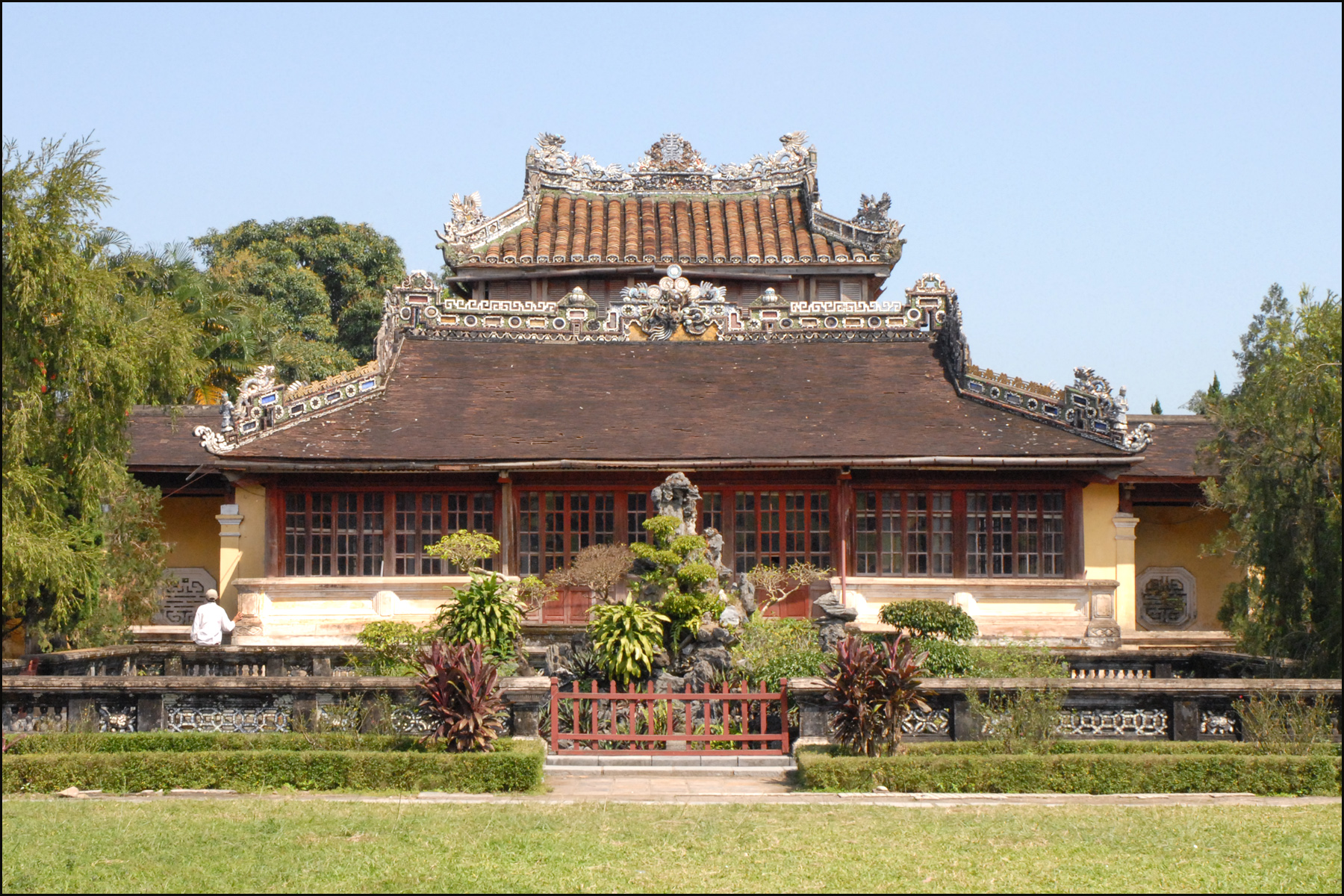
Façade arrière de la bibliothèque royale

La bibliothèque royale (Thái Bình Lâu)  est construite en 1887 par l'empereur (à l'époque de l'Indochine française, les autorités coloniales ne reconnaissaient que le titre de roi aux souverains de la dynastie Nguyen) Dong Khanh à l'emplacement d'un pavillon de lecture construit par Minh Mang en 1821. Elle est précédée d'un portique et les pans de sa toiture sont ornés de dragons. Devant la bibliothèque se trouve un jardin de rocailles. Les visiteurs peuvent aussi admirer un pavillon de mandarins près de la porte d'entrée, le seul qui subsiste d'autres pavillons de cette cour.
L'ensemble des aménagements qui formaient la Cité englobait des palais, des temples, des pavillons, des jardins, des étangs, etc. qui servaient aux activités du roi, de la première reine, des épouses de second rang du roi, des odalisques, des eunuques, des femmes mandarins, des servantes, des gardes, des médecins et des cuisiniers, reflet de la vie qui se déroulait à l'intérieur de l'enceinte.
Mis à part quelques bâtiments mineurs, il ne reste plus rien — outre les édifices décrits ci-dessus — des palais et pavillons de la Cité pourpre interdite, comme l'imposant palais de Khai Dinh (dit aussi palais Kiến Trung) à l'extrême nord, le palais de la reine-mère (palais de la Longévité, construit par Gia Long) avec ses nombreux pavillons, le gynécée, le palais Quan Chảnh (qui servait de lieu de travail à l'empereur détruit par le Viêt Minh en 1947) et divers palais et temples, etc. L'absence quasi complète d'archives photographiques rend les reconstructions impossibles, sauf quelques éléments architecturaux réalisés récemment pour les touristes.

### Liens externes

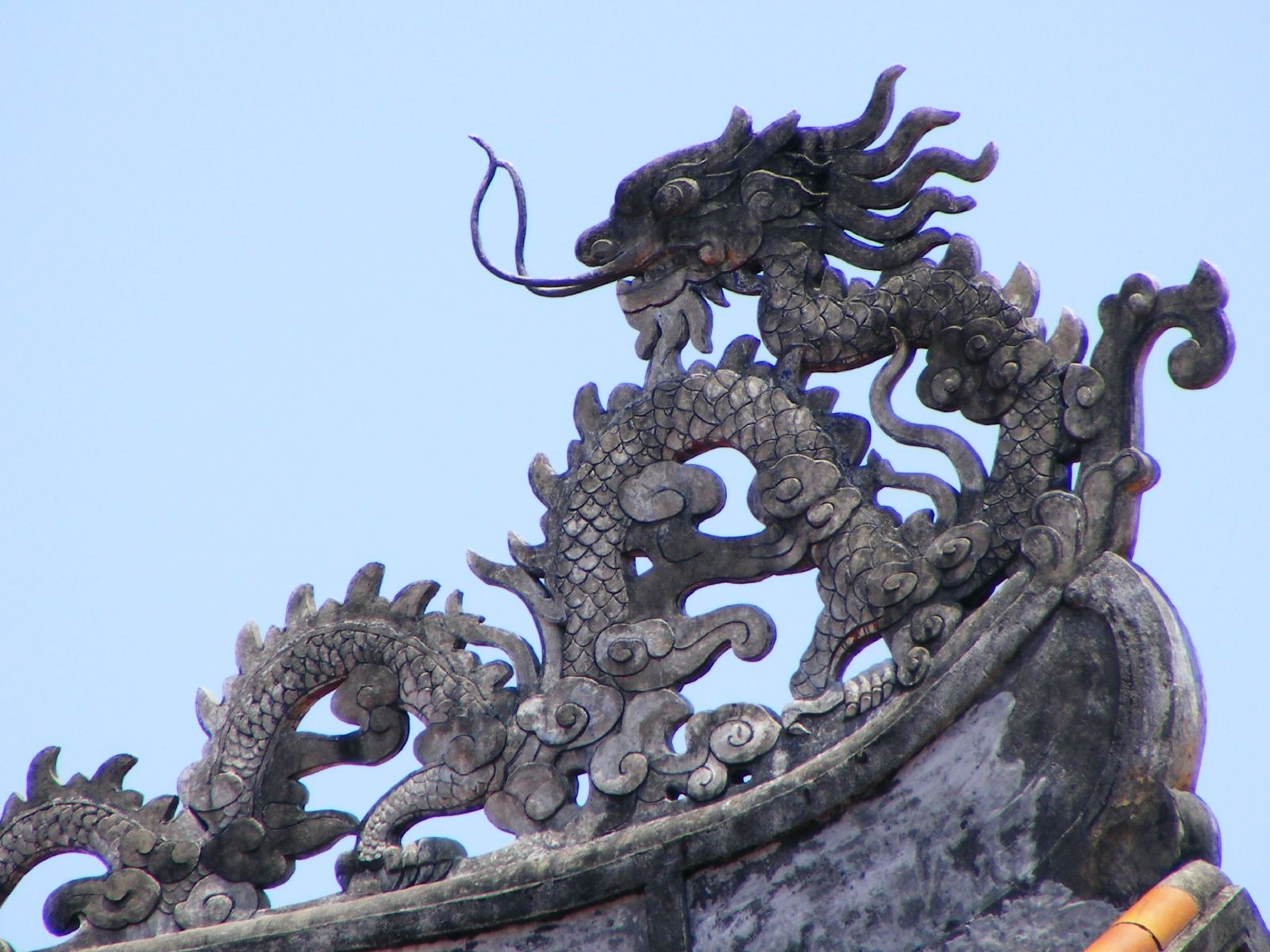
Détail d'un dragon de la toiture.